# Luther Green
Luther Green (* 13. November 1946 in New York, NY; † 25. Januar 2006 in Brooklyn) war ein US-amerikanischer Basketballspieler.
Green, ausgebildet an der DeWitt Clinton in der Bronx, New York, ging auf die Long-Island-Universität. Er spielte in der NBA von 1969 bis 1971, seine Vereine waren die Cincinnati Royals, die New York Nets und die Philadelphia 76ers.
2006 starb Green im Alter von 59 Jahren an Lungenkrebs.